# Coupe d'Océanie féminine de football 1983
Navigation
Édition suivante
Le Coupe d'Océanie féminine de football 1983, première édition de la Coupe d'Océanie féminine de football, met aux prises les 4 meilleures sélections féminines de football d'Océanie affiliées à la OFC. La compétition se déroule en Nouvelle-Calédonie du 28 novembre au 4 décembre 1983. 
La compétition est remportée par la Nouvelle-Zélande qui bat en finale l'Australie.

## Villes et stades
Toutes les rencontres se jouent à Nouméa.
| Nouméa | \| Nouméa \| |
| ------ | ------------ |
| Nouméa | \| Nouméa \| |

## Tournoi
Le classement des équipes est établi grâce aux critères suivants :
- une victoire compte pour 2 points ;
- un match nul compte pour 1 point ;
- une défaite compte pour 0 point.

Les deux premiers de la phase de groupe sont qualifiés pour la finale.